# Goodspeed Glacier
Goodspeed Glacier är en glaciär i Antarktis. Den ligger i Östantarktis. Nya Zeeland gör anspråk på området. Goodspeed Glacier ligger 455 meter över havet.
Terrängen runt Goodspeed Glacier är bergig åt nordväst, men åt sydost är den kuperad. Goodspeed Glacier ligger nere i en dal.  Trakten är obefolkad. Det finns inga samhällen i närheten. 